# Lon Chaney
Leonidas Frank Chaney, mais conhecido como Lon Chaney (Colorado Springs, 1 de abril de 1883 – Hollywood, 26 de agosto de 1930), foi um actor norte-americano, filho de pais surdos.
Este ator especializou-se em representar personagens monstruosos, atormentados e grotescos, extremamente bem caracterizados, tendo ele próprio inventado uma técnica de maquiagem. Ficou sendo chamado pelos críticos de cinema da época de "O homem das mil faces".
Em 1957, foi retratado no filme The Man of a Thousand Faces, pelo ator James Cagney.

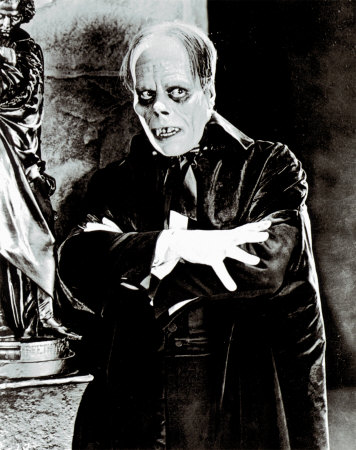
Lon Chaney em O Fantasma da Ópera (1925) como Erik, O Fantasma, o primeiro Fantasma da Ópera, e em seguida, cronologicamente o primeiro dos monstros dos filmes da Universal Pictures.

É pai do ator Lon Chaney Jr.

## Filmografia
- The Honor of the Family (1912) (não creditado)
- The Ways of Fate (1913)
- Shon the Piper (1913)
- The Blood Red Tape of Charity (1913)
- The Restless Spirit (1913) (não creditado)
- Poor Jake's Demise (1913)
- The Sea Urchin (1913)
- The Trap (1913)
- Almost an Actress (1913)
- An Elephant on His Hands (1913)
- Back to Life (1913)
- Red Margaret, Moonshiner (1913)
- Bloodhounds of the North (1913)
- The Lie (1914)
- The Honor of the Mounted (1914)
- Remember Mary Magdalen (1914)
- Discord and Harmony (1914)
- The Menace to Carlotta (1914)
- The Embezzler (1914)
- The Lamb, the Woman, the Wolf (1914)
- The End of the Feud (1914)
- The Tragedy of Whispering Creek (1914)
- The Unlawful Trade (1914)
- Heartstrings (1914)
- The Forbidden Room (1914)
- The Old Cobbler (1914)
- The Hopes of Blind Alley (1914)
- A Ranch Romance (1914)
- Her Grave Mistake (1914)
- By the Sun's Rays (1914)
- The Oubliette (1914)
- A Miner's Romance (1914)
- Her Bounty (1914)
- The Higher Law (1914)
- Richelieu (1914)
- The Pipes o' Pan (1914)
- Virtue Is Its Own Reward (1914)
- Her Life's Story (1914)
- Lights and Shadows (1914)
- The Lion, the Lamb, the Man (1914)
- A Night of Thrills (1914)
- Her Escape (1914)
- The Sin of Olga Brandt (1915)
- The Star of the Sea (1915)
- A Small Town Girl (1915)
- The Measure of a Man (1915)
- The Threads of Fate (1915)
- When the Gods Played a Badger Game (1915)
- Such Is Life (1915)
- Where the Forest Ends (1915)
- Outside the Gates (1915)
- All for Peggy (1915)
- The Desert Breed (1915)
- Maid of the Mist (1915)
- The Grind (1915)
- The Girl of the Night (1915)
- The Stool Pigeon (1915)
- For Cash (1915)
- An Idyll of the Hills (1915)
- The Stronger Mind (1915)
- The Oyster Dredger (1915)
- Steady Company (1915)
- The Violin Maker (1915)
- The Trust (1915)
- Bound on the Wheel (1915)
- Mountain Justice (1915)
- Quits (1915)
- The Chimney's Secret (1915)
- The Pine's Revenge (1915)
- The Fascination of the Fleur de Lis (1915)
- Alas and Alack (1915)
- A Mother's Atonement (1915)
- Lon of Lone Mountain (1915)
- The Millionaire Paupers (1915)
- Under a Shadow (1915)
- Father and the Boys (1915)
- Stronger Than Death (1915)
- Dolly's Scoop (1916)
- The Grip of Jealousy (1916)
- Tangled Hearts (1916)
- The Gilded Spider (1916)
- Bobbie of the Ballet (1916)
- The Grasp of Greed (1916)
- The Mark of Cain (1916)
- If My Country Should Call (1916)
- Felix on the Job (1916)
- The Place Beyond the Winds (1916)
- Accusing Evidence (1916)
- The Price of Silence (1916)
- The Piper's Price (1917)
- Hell Morgan's Girl (1917)
- The Mask of Love (1917)
- The Girl in the Checkered Coat (1917)
- The Flashlight (1917)
- A Doll's House (1917)
- Fires of Rebellion (1917)
- The Rescue (1917)
- Pay Me! (1917)
- Triumph (1917)
- The Empty Gun (1917)
- Anything Once (1917)
- The Scarlet Car (1917)
- The Grand Passion (1918)
- Broadway Love (1918)
- The Kaiser, the Beast of Berlin (1918)
- Fast Company (1918)
- A Broadway Scandal (1918)
- Riddle Gawne (1918)
- That Devil, Bateese (1918)
- The Talk of the Tow (1918)
- Danger, Go Slow (1918)
- The Wicked Darling (1919)
- The False Faces (1919)
- A Man's Country (1919)
- Paid in Advance (1919)
- The Miracle Man (1919)
- When Bearcat Went Dry (1919)
- Victory (1919)
- Daredevil Jack (1920)
- Treasure Island (1920)
- The Gift Supreme (1920)
- Nomads of the North (1920)
- The Penalty (1920)
- Outside the Law (1921)
- For Those We Love (1921)
- Bits of Life (1921)
- The Ace of Hearts (1921)
- The Trap (1922)
- Voices of the City (1922)
- Flesh and Blood (1922)
- The Light in the Dark (1922)
- Oliver Twist (1922) (1922)
- Shadows (1922)
- Quincy Adams Sawyer (1922)
- A Blind Bargain (1922)
- All the Brothers Were Valiant (1923)
- While Paris Sleeps (1923)
- The Shock (1923)
- The Hunchback of Notre Dame (1923)
- The Next Corner (1924)
- He Who Gets Slapped (1924)
- The Monster (1925)
- The Unholy Three (1925)
- The Phantom of the Opera (1925) (1925)
- The Tower of Lies (1925)
- The Blackbird (1926)
- The Road to Mandalay (1926)
- Tell It to the Marines (1926)
- Mr. Wu (1927)
- The Unknown (1927)
- Mockery (1927)
- London After Midnigh (1927)
- The Big City (1928)
- Laugh, Clown, Laugh (1928)
- While the City Sleeps (1928)
- West of Zanzibar (1928)
- Where East is East (1929)
- Thunder (1929)
- The Unholy Three (1930)